# Eucarpia arcuigera
Eucarpia arcuigera är en insektsart som först beskrevs av Stsl 1859.  Eucarpia arcuigera ingår i släktet Eucarpia och familjen kilstritar.
Artens utbredningsområde är Sri Lanka. Inga underarter finns listade i Catalogue of Life.